# Hyperkorrektion
Hyperkorrektion är ett språkfel som består i en felaktig rättelse enligt en förmodad eller feltolkad språknorm.

## Typer av hyperkorrektioner
Fenomenet hyperkorrektion förekommer i både talspråk och skriftspråk. Det har ofta en sociolingvistisk dimension då det många gånger handlar om språkbrukare som formulerar sig i kanaler eller kontexter där de känner sig osäkra.

### Tal- till skriftspråk
Hyperkorrektion uppstår ofta när en skribent växlar mellan talspråk och skriftspråk och misslyckas med att överföra ett talspråkligt uttryck till standardskriftspråk. Skribenten är medveten om att ett visst ord stavas annorlunda än det uttalas, men tillämpar felaktigt den stavningen även på andra ord än det avsedda.  Ett inte helt ovanligt exempel på hyperkorrektion i skrift är att konsekvent använda dem för både de och dem:
- *Vi ringde cateringfirman och bad dem komma till lokalen och dem sa att dem skulle komma om cirka 10 minuter.

Skribenten är i detta fall medveten om att det som i talspråket uttalas "dom" inte skrivs på det sättet, men misslyckas med att skilja mellan objektsformen "dem" och subjektsformen "de". 
Rätt: Vi ringde cateringfirman och bad dem komma till lokalen och de sa att de skulle komma om cirka 10 minuter.
Ett liknande fall är förväxling av infinitivmärket att och konjunktionen och, som båda kan uttalas som å. Meningen Jag har svårt att se uttalas normalt ja har svårt å se, vilket ibland leder till det hyperkorrekta Jag har svårt och se.
En annan vanlig hyperkorrektion vid växling från tal- till skriftspråk är att använda samma stavningsprincip för ord som i talspråket har likartat uttal, trots att orden tillhör skilda kategorier eller ordklasser och inte följer samma stavningsmönster. Detta gäller till exempel verb i supinumform ("sovit", "krupit") och neutrumböjda adjektiv ("soligt", "vänligt"), som kan leda till att principen för adjektivens stavning även tillämpas på verben. Skribenten vet om att stavningen av adjektivet "soligt" i meningen "Det är solit ute" är felaktig, men överkorrigerar och använder principen även på verb i supinum ("Jag har sovigt").

### Överdriven tillämpning av skrivregler
En vanlig form av hyperkorrektion är uttrycket "ett färre antal" i stället för det korrekta "ett mindre antal". Skribenten vet att det heter exempelvis "de arbetslösa har blivit färre" och inte "de arbetslösa har blivit mindre". Denna regel smittar av sig, och leder till uttryck som "antalet arbetslösa har blivit färre" i stället för det korrekta "antalet arbetslösa har blivit mindre". Ofta förekommer även uttrycket "ett få antal", däremot aldrig "ett många antal".
Ett mer komplicerat exempel på hyperkorrektion är när skribenten tillämpar den så kallade biff-regeln trots att en att-bisats inleds med ett annat satsled än subjektet. Denna typ av hyperkorrektion är ganska etablerad i kanslisvenska, och kan se ut så här:
- *Målsägande säger att tidigare pojken inte har haft några problem.

Normalt har bisatser en annan ordföljd än huvudsatser, även om bisatsinledaren är att. Om adverbialet tidigare stryks ur föregående mening följer den biff-regeln. Däremot måste huvudsatsordföljd användas om bisatsen inleds med ett adverbial. I exemplet ovan har skribenten tillämpat biff-regeln trots att bisatsen inleds med ett adverbial.
Rätt: Målsägande säger att tidigare har pojken inte haft några problem.

### Arkaiserande språkbruk
Hyperkorrektion kan uppstå när man försöker återge föråldrade språkregler eller ord. Ett exempel är bruk av verbens pluralformer, som ofta används även för singulära subjekt:
- *Kaffetåren den bästa äro.

Frasen Sveriges rikes lag brukar hyperkorrigeras till Svea rikes lag.

### Dialektala hyperkorrektioner
Vissa typer av hyperkorrektion kan vara lokala, till exempel finns hyperkorrektionen *Aportek huvudsakligen i den nordöstra delen av utbredningsområdet för tungrots-r (läs Småland). Anledningen till denna hyperkorrektion är att r-ljudet i denna del av Sverige faller bort i vissa fonetiska sammanhang. Skribenten är antagligen medveten om att ett ord som sport stavas med ett 'r' även om det inte hörs på den lokala dialekten, och sluter sig felaktigt till att även Apotek stavas på det sättet.

### Skrift- till talspråk
Hyperkorrektion förekommer även vid överföring från skriftspråk till talspråk. Ett exempel är historien om skoleleven som skall läsa en text om Goethe, och uttalar namnet "goete", varpå läraren påpekar att "'oe' uttalas 'ö'", varpå eleven börjar om: 
- *Göte var en stor pöt.

Denna typ är även vanligt bland barn när de i spontana rollspel vill efterlikna vuxnas tal och manér, till exempel att uttala det jakande "ja" som "jag" (-Jag, tack gärna) eftersom det är lätt att tro att det är det korrekta sättet att uttala det på grund av att "jag" uttalas just "ja" i talspråk men stavas med avslutande g.

### Uttal av lånord
Hyperkorrektion i talspråket uppstår ibland vid uttal av lånord. Ett exempel på svenska är uttalet av entrecôte, som ofta uttalas utan ett avslutande t-ljud, trots att detta uttalas tydligt på ursprungsspråket franska.

## Hyperkorrektion i andra språk
I engelskan ger sammandragningar med apostrof ofta upphov till hyperkorrektion - its ("dess") hyperkorrigeras ofta i skrift till it's ("det är"). 
Ett exempel på tyska är då ordet Aprikos felaktigt stavas som Apfrikos av en person med nordtysk dialekt som känner till att det lokala uttalet av standardtyskans Apfel är "appel".
I finska förekommer hyperkorrektion av lånord som innehåller klusiler eftersom finskan ursprungligen saknar tonande klusiler ('b', 'd', 'g'). Skribenten är medveten om att bokstaven 'g' i ett inlånat ord generellt uttalas som k på finska, och drar då den felaktiga slutsatsen att ett k-ljud i ett visst lånord ska stavas med 'g'.
- byrokratia ("byråkrati") > *byrogratia
- avokado > *avogado
- gallup > *gallub

Även ordet piano kan hyperkorrigeras till *pieno eftersom vokalkombinationen ia i den första stavelsen uppfattas som dialektal i finskan.